# Vero Boquete
Verónica Boquete Giadáns (Santiago de Compostela, Galicia, 9 de abril de 1987), conocida como Vero Boquete, es una futbolista española que juega como centrocampista en el Como 1907 de la Serie A de Italia. Fue internacional con la selección española, de la cual llegó a ser capitana.
Primera futbolista española ser nominada al Balón de Oro (Mejor Jugadora Mundial) en 2014, y también primera en conquistar la Champions, con el Frankfurt en 2015. 
Primera mujer española en ser comentarista técnica en partidos de un torneo de fútbol masculino, en la Eurocopa2024, con TVE, entre ellos, la final que jugó España. Lo hizo antes en el Eurocopa Femenina 2022, y en el Mundial de Fútbol Femenino 2023,   
Desde febrero de 2015 es embajadora de la UEFA para el desarrollo del fútbol femenino, y desde 2017 forma parte de la comunidad de futbolistas CommonGoal, iniciativa liderada por el también español Juan Mata que lucha a favor de la reintegración social de la infancia a través los fondos recaudados con el 1 % del salario de los y las futbolistas de la comunidad.

## Trayectoria

### Inicios y explosión en España
Empezó su trayectoria en las categorías inferiores de la Sociedad Deportiva Xuventú Aguiño de Ribeira, 
Galicia. Fue fichada por el Club Deportivo Transportes Alcaine en 2005 —posteriormente renombrado como C. D. Prainsa Zaragoza—, con quien debutó en la Superliga, máxima categoría del fútbol femenino en España, a la vez que lo hacía el club. Tras lograr la permanencia los dos primeros años —una de ellas gracias a un gol de la gallega en el último partido—, el tercero el equipo logró consolidarse y finalizó octavo, logrando una clasificación a la Copa de la Reina. Previa a su disputa, entonces a final de temporada tras la conclusión del campeonato de liga, el club le comunicó que no contaba con ella y que tenía libertad para buscarse su futuro lejos del club, formas que dolieron a la delantera.
Debido a la reglamentación de la época, podría haber fichado por otro club para disputar la Copa de la Reina, pero hubiera estado obligada a permanecer en ese club durante al menos seis meses, por lo que meditó en profundidad su futuro. Finalmente recaló entre 2008 y 2010 en el Real Club Deportivo Espanyol, donde consiguió un subcampeonato de la Superliga y dos Copas de la Reina, asentándose como una de las jugadoras de mayor progresión y de las mejores del panorama nacional. Junto a Marta Corredera, Silvia Meseguer o Adriana Martín, la gallega fue uno de los baluartes del equipo con 31 goles en 61 encuentros.
Fue entonces cuando le llegó la oportunidad en el fútbol profesional, y el verano de 2010 fichó por el Chicago Red Stars de la Women's Professional Soccer de Estados Unidos, que la cedió al equipo de formación Buffalo Flash, de la W-League. Tras anotar 9 goles en 12 partidos con ambos equipos, regresó al conjunto españolista para disputar la temporada 2010-11. En ella anotó 39 goles en 28 partidos, récord del campeonato.

### Su etapa profesional y época dorada
La jugadora dio así por concluida su etapa en España y el verano de 2011 decidió llevar su carrera por el profesionalismo. Fichó por el Philadelphia Independence estadounidense, con el cual fue nombrada mejor jugadora de la liga regular y consiguió el subcampeonato de liga. Apenas unos meses después fichó por el Futbol'nyj Klub Ėnergija Voronež de la Top Division de Rusia, con el que disputó además la Liga de Campeones de la UEFA, máxima competición de clubes de Europa. Debutó en la competición el 29 de septiembre de 2011, en los dieciseisavos de final frente al Bristol Academy Women's Football Club que finalizó con empate 1-1. Su primer gol fue en el partido de vuelta, y fue determinante ya que permitió vencer a su equipo por 4-2 y pasar a los octavos de final. En el siguiente cruce no tuvieron, sin embargo, opciones ante el Futbol'nyj Klub Rossijanka de Sofia Jakobsson y perdieron en la eliminatoria por un 3-7 global.
Fue el preludio de un nuevo paso en su carrera, y en enero de 2012 fichó por dos temporadas por el Tyresö Fotbollsförening de la Damallsvenskan de Suecia, donde compartió vestuario con Marta Vieira da Silva, futbolista brasileña que fue elegida cinco veces consecutiva como mejor jugadora mundial de la FIFA. El equipo, que luchaba por arrebatarle los laureles en el fútbol sueco al Umeå Idrottsklubb, logró ganar la liga sueca, y fue galardonada como mejor centrocampista del campeonato, posición que alternaba con la de delantera. Al comienzo de la temporada 2013 perdió la Supercopa de Suecia en los penaltis contra el Kopparbergs Göteborg Fotboll Club, y en la siguiente temporada el equipo llegó a la final de la Liga de Campeones que perdió por 3-4 contra el vigente campeón, el VfL Wolfsburg alemán. Vero Boquete marcó el segundo gol de la final, y se convirtió así en la primera jugadora española no solo en debutar en la competición y en marcar, sino en hacerlo en una final. Nuevamente, debido a la disparidad de fechas en los campeonatos le permitió firmar brevemente por el Portland Thorns Football Club hasta que saliera la oportunidad de firmar por otro club europeo de primer nivel, y porque quería resarcirse del subcampeonato logrado en la liga estadounidense.
Pese a las expectativas, el club quedó tercero en la temporada regular y fue eliminado en las semifinales del playoff por el Football Club Kansas City, quien terminó por ser el campeón, y aceptó una oferta para unirse al Frauen-Fußball-Club Frankfurt alemán, triple campeón de la Liga de Campeones.

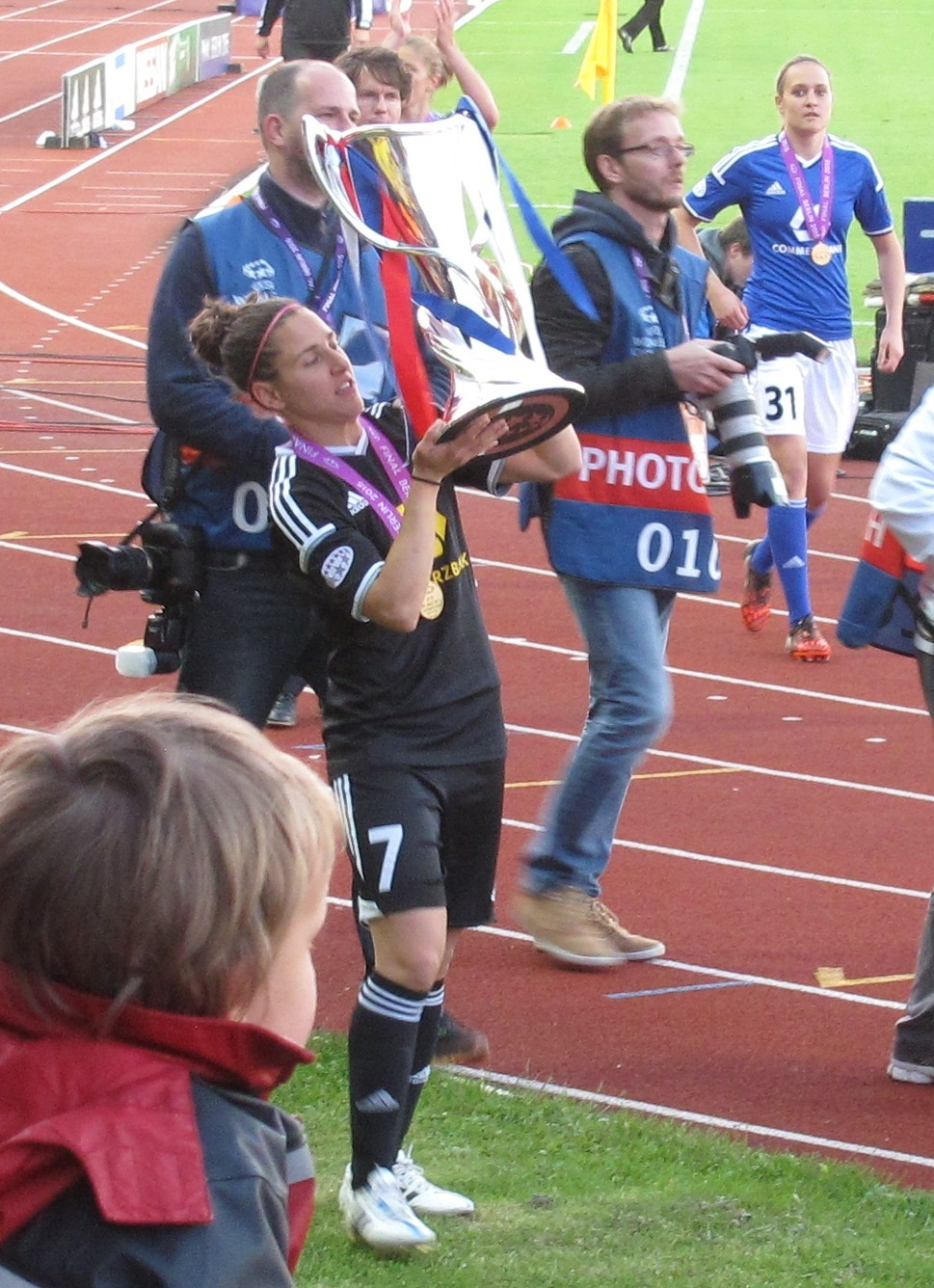
Vero levantando el trofeo de la Liga de Campeones femenina.

Tras una gran temporada el equipo alcanzó la final del torneo en la que se enfrentó al Paris Saint-Germain Football Club, la cual logró ganar por 2-1. Vero Boquete se convirtió también en la primera jugadora española en ganarla. Otro nuevo hito que alcanzó durante su estancia en Frankfurt fue la de convertirse en la primera jugadora española en firmar un acuerdo con un patrocinador deportivo. Tras un buen año en lo profesional, con 15 goles en 33 partidos, 6 de ellos en la máxima competición europea, firmó un contrato de dos temporadas con el Fußball Club Bayern München.
Con las bávaras se proclamó campeona de la Bundesliga pero apenas disputó nueve encuentros debido a una lesión que la tuvo parada la mayor parte del curso, y que impidió al equipo obtener buenos resultados en el torneo continental, donde cayeron en los dieciseisavos de final frente al Football Club Twente. Tras hablar con la directiva acordaron su salida del club y aceptó una oferta del Paris Saint-Germain Football Club, club ante el que logró la Liga de Campeones.
Fichó con el conjunto francés con la expectativa de lograr una nueva Liga de Campeones, y cerca estuvo de lograrlo en su primera temporada. La final disputada el 1 de junio en el Cardiff City Stadium frente a las vecinas del Olympique Lyonnais finalizó con empate a cero. Resuelta en la tanda de penaltis, donde Vero anotó su lanzamiento, el triunfo fue para las lionesas por 7-6, logrando así su tercer título y que privó por segunda vez al conjunto parisino de lograr el título. Para la temporada siguiente, mediado el campeonato, decidió abandonar el club en acuerdo mutuo con sus dirigentes debido a la falta de minutos, y aceptó una oferta del Beijing Beikong Phoenix Football Club de la Superliga de China. Con las francesas anotó un total de 13 goles en 43 partidos.
Tras un breve período en China, el 4 de enero de 2019 fichó en el Utah Royals Football Club de los Estados Unidos. Fue incluida en el «equipo del mes» de la competición en mayo.
Luego jugó dos años en el Milan y desde enero de 2022 en la A C F Fiorentina, por el que renovó hasta junio de 2025.  En la temporada 2023-2024, fue nombrada mejor centrocampista de la Serie A y ayudó a clasificar a su equipo para la Champions femenina. 

## Estadísticas

### Clubes
Actualizado al último partido jugado el 1 de junio de 2022.
| C. D. Transportes Alcaine | 2005-06                         | 1.ª                             | 21   | 7    | -   | -   | -  | -  | 21   | 7    | 0.33 |
| C. D. Transportes Alcaine | 2006-07                         | 1.ª                             | 20   | 7    | -   | -   | -  | -  | 20   | 7    | 0.33 |
| C. D. Prainsa Zaragoza | 2007-08                         | 1.ª                             | 25   | 7    | -   | -   | -  | -  | 25   | 7    | 0.28 |
| Total C. D. Prainsa Zaragoza | Total C. D. Prainsa Zaragoza    | Total C. D. Prainsa Zaragoza    | 66   | 21   | 0   | 0   | 0  | 0  | 66   | 21   | 0.32 |
| R. C. D. Espanyol | 2008-09                         | 1.ª                             | 26   | 13   | 5   | -   | -  | -  | 31   | 13   | 0.42 |
| R. C. D. Espanyol | 2009-10                         | 1.ª                             | 27   | 17   | 3   | 1   | -  | -  | 30   | 18   | 0.60 |
| Buffalo Flash | 2010                            | 2.ª                             | 9    | 8    | 0   | 0   | 0  | 0  | 9    | 8    | 0.89 |
| Chicago Red Stars | 2010                            | 1.ª                             | 3    | 1    | 0   | 0   | 0  | 0  | 3    | 1    | 0.33 |
| R. C. D. Espanyol | 2010-11                         | 1.ª                             | 28   | 39   | -   | -   | -  | -  | 28   | 39   | 1.39 |
| Total R. C. D. Espanyol | Total R. C. D. Espanyol         | Total R. C. D. Espanyol         | 81   | 69   | 8   | 1   | -  | -  | 89   | 70   | 0.79 |
| Philadelphia Independence | 2011                            | 1.ª                             | 13   | 5    | 0   | 0   | 0  | 0  | 13   | 5    | 0.38 |
| F. K. Energiya Vorónezh | 2011                            | 1.ª                             | 1    | 0    | 0   | 0   | 4  | 1  | 5    | 1    | 0.20 |
| Tyresö F. F. | 2012                            | 1.ª                             | 21   | 8    | 4   | 2   | -  | -  | 25   | 10   | 0.40 |
| Tyresö F. F. | 2013                            | 1.ª                             | 18   | 6    | 2   | -   | 4  | 1  | 24   | 7    | 0.29 |
| Tyresö F. F. | 2014                            | 1.ª                             | 2    | -    | -   | -   | 5  | 1  | 7    | 1    | 0.14 |
| Total Tyresö F. F. | Total Tyresö F. F.              | Total Tyresö F. F.              | 41   | 14   | 6   | 2   | 9  | 2  | 56   | 18   | 0.32 |
| Portland Thorns F. C. | 2014                            | 1.ª                             | 16   | 4    | 0   | 0   | 0  | 0  | 16   | 4    | 0.25 |
| F. F. C. Frankfurt | 2014-15                         | 1.ª                             | 21   | 7    | 4   | 2   | 8  | 6  | 33   | 15   | 0.45 |
| F. C. Bayern | 2015-16                         | 1.ª                             | 9    | 0    | 0   | 0   | 0  | 0  | 9    | 0    | 0    |
| Paris Saint-Germain F. C. | 2016-17                         | 1.ª                             | 21   | 7    | 3   | 3   | 9  | 2  | 30   | 9    | 0.30 |
| Paris Saint-Germain F. C. | 2017-18                         | 1.ª                             | 10   | 1    | -   | -   | -  | -  | 10   | 1    | 0.10 |
| Total Paris Saint-Germain F. C. | Total Paris Saint-Germain F. C. | Total Paris Saint-Germain F. C. | 31   | 8    | 3   | 3   | 9  | 2  | 43   | 13   | 0.30 |
| Beijing Phoenix F. C. | 2018                            | 1.ª                             | ?    | ?    | ?   | ?   | 0  | 0  | ?    | ?    | ?    |
| Utah Royals F. C. | 2019                            | 1.ª                             | 21   | -    | -   | -   | -  | -  | 21   | 0    | 0    |
| Utah Royals F. C. | 2020                            | 1.ª                             | 3    | -    | 5   | 1   | -  | -  | 8    | 1    | 0.13 |
| Total Utah Royals F. C. | Total Utah Royals F. C.         | Total Utah Royals F. C.         | 24   | 0    | 5   | 1   | 0  | 0  | 29   | 1    | 0.03 |
| A. C. Milan | 2020-21                         | 1.ª                             | 14   | -    | 6   | 2   | -  | -  | 20   | 2    | 0.10 |
| A. C. Milan | 2021-22                         | 1.ª                             | 6    | 2    | -   | -   | 2  | -  | 8    | 2    | 0.25 |
| Total A. C. Milan | Total A. C. Milan               | Total A. C. Milan               | 20   | 2    | 6   | 2   | 2  | 0  | 28   | 4    | 0.14 |
| A. C. F. Fiorentina | 2021-22                         | 1.ª                             | 10   | 3    | 1   | -   | -  | -  | 11   | 3    | 0.27 |
| Total carrera | Total carrera                   | Total carrera                   | 345+ | 142+ | 33+ | 11+ | 32 | 11 | 410+ | 164+ | 0.4  |
| (1) Incluye datos de Copa de la Reina (2008-10) / Svenska Cupen, Supercupen (2012-13) / DFB-Pokal (2014-15) / Coupe (2016-17) / FA Cup (2018) / Challenge Cup (2020) / Coppa, Supercoppa (2020-22). (2) Incluye datos de Liga de Campeones (2011-22). (3) No incluye datos de partidos amistosos. |                                 |                                 |      |      |     |     |    |    |      |      |      |

## Selección nacional
Es internacional con la selección femenina de fútbol de España y formó parte de la selección que ganó el Campeonato Europeo Femenino Sub-19 de la UEFA en 2004.

### Participaciones en Copas del Mundo
| Mundial                  | Sede   | Resultado    | Partidos | Goles |
| ------------------------ | ------ | ------------ | -------- | ----- |
| Mundial Femenino de 2015 | Canadá | Primera fase | 3        | 1     |

### Participaciones en Eurocopas
| Eurocopa                  | Sede   | Resultado        | Partidos | Goles |
| ------------------------- | ------ | ---------------- | -------- | ----- |
| Eurocopa Femenina de 2013 | Suecia | Cuartos de final | 4        | 2     |

### Goles como internacional
| #  | Fecha                    | Lugar                                       | Rival               | Gol  | Resultado | Competición                 | Ref.       |
| -- | ------------------------ | ------------------------------------------- | ------------------- | ---- | --------- | --------------------------- | ---------- |
| 1  | 8 de mayo de 2008        | Ciudad del Fútbol de Las Rozas, España      | República Checa     | 2:1  | 4:1       | Clasificación Eurocopa 2009 | [ rep 1 ]  |
| 2  | 8 de mayo de 2008        | Ciudad del Fútbol de Las Rozas, España      | República Checa     | 4:1  | 4:1       | Clasificación Eurocopa 2009 | [ rep 1 ]  |
| 3  | 28 de mayo de 2008       | The Showgrounds, Irlanda del Norte          | Irlanda del Norte   | 0:3  | 0:3       | Clasificación Eurocopa 2009 | [ rep 2 ]  |
| 4  | 2 de octubre de 2008     | Estadio Ruta de la Plata, España            | Inglaterra          | 1:0  | 2:2       | Clasificación Eurocopa 2009 | [ rep 3 ]  |
| 5  | 19 de septiembre de 2009 | MFA Centenary Stadium, Malta                | Malta               | 0:10 | 0:13      | Clasificación Mundial 2011  | [ rep 4 ]  |
| 6  | 19 de septiembre de 2009 | MFA Centenary Stadium, Malta                | Malta               | 0:12 | 0:13      | Clasificación Mundial 2011  | [ rep 4 ]  |
| 7  | 21 de noviembre de 2009  | Estadio Manisa 19 Mayis, Turquía            | Turquía             | 0:5  | 0:5       | Clasificación Mundial 2011  | [ rep 5 ]  |
| 8  | 24 de junio de 2010      | Estadio Municipal de La Albuera, España     | Malta               | 9:0  | 9:0       | Clasificación Mundial 2011  | [ rep 6 ]  |
| 9  | 17 de septiembre de 2011 | Estadio Recep Tayyip Erdoğan, Turquía       | Turquía             | 1:3  | 1:10      | Clasificación Eurocopa 2013 | [ rep 7 ]  |
| 10 | 17 de septiembre de 2011 | Estadio Recep Tayyip Erdoğan, Turquía       | Turquía             | 1:5  | 1:10      | Clasificación Eurocopa 2013 | [ rep 7 ]  |
| 11 | 17 de septiembre de 2011 | Estadio Recep Tayyip Erdoğan, Turquía       | Turquía             | 1:8  | 1:10      | Clasificación Eurocopa 2013 | [ rep 7 ]  |
| 12 | 23 de octubre de 2011    | Ciudad del Fútbol de Las Rozas, España      | Suiza               | 3:2  | 3:2       | Clasificación Eurocopa 2013 | [ rep 8 ]  |
| 13 | 20 de noviembre de 2011  | Football Centre FRF, Rumania                | Rumania             | 0:2  | 0:4       | Clasificación Eurocopa 2013 | [ rep 9 ]  |
| 14 | 20 de noviembre de 2011  | Football Centre FRF, Rumania                | Rumania             | 0:3  | 0:4       | Clasificación Eurocopa 2013 | [ rep 9 ]  |
| 15 | 24 de noviembre de 2011  | Estadio Escribano Castilla, España          | Alemania            | 1:0  | 2:2       | Clasificación Eurocopa 2013 | [ rep 10 ] |
| 16 | 5 de abril de 2012       | Ciudad del Fútbol de Las Rozas, España      | Kazajistán          | 1:0  | 13:0      | Clasificación Eurocopa 2013 | [ rep 11 ] |
| 17 | 5 de abril de 2012       | Ciudad del Fútbol de Las Rozas, España      | Kazajistán          | 11:0 | 13:0      | Clasificación Eurocopa 2013 | [ rep 11 ] |
| 18 | 16 de junio de 2012      | Stadion Brügglifeld, Suiza                  | Suiza               | 2:3  | 4:3       | Clasificación Eurocopa 2013 | [ rep 12 ] |
| 19 | 24 de octubre de 2012    | Ciudad del Fútbol de Las Rozas, España      | Escocia             | 3:2  | 3:2       | Clasificación Eurocopa 2013 | [ rep 13 ] |
| 20 | 16 de enero de 2013      | Pinatar Arena, España                       | Rusia               | 1:0  | 2:1       | Amistoso                    | [ rep 14 ] |
| 21 | 28 de junio de 2013      | Vejle Stadion, Dinamarca                    | Dinamarca           | 0:1  | 2:2       | Amistoso                    | [ rep 15 ] |
| 22 | 28 de junio de 2013      | Vejle Stadion, Dinamarca                    | Dinamarca           | 2:2  | 2:2       | Amistoso                    | [ rep 15 ] |
| 23 | 12 de julio de 2013      | Linköping Arena, Suecia                     | Inglaterra          | 0:1  | 2:3       | Eurocopa 2013               | [ rep 16 ] |
| 24 | 18 de julio de 2013      | Estadio Iddrotsparken de Norrköping, Suecia | Rusia               | 0:1  | 1:1       | Eurocopa 2013               | [ rep 17 ] |
| 25 | 14 de enero de 2014      | Estadio de La Manga, España                 | Noruega             | 1:0  | 1:2       | Amistoso                    | [ rep 18 ] |
| 26 | 13 de febrero de 2014    | Estadio Las Gaunas, España                  | Macedonia del Norte | 1:0  | 12:0      | Clasificación Mundial 2015  | [ rep 19 ] |
| 27 | 13 de febrero de 2014    | Estadio Las Gaunas, España                  | Macedonia del Norte | 9:0  | 12:0      | Clasificación Mundial 2015  | [ rep 19 ] |
| 28 | 17 de septiembre de 2014 | Spartak Pisek, República Checa              | República Checa     | 0:1  | 0:1       | Clasificación Mundial 2015  | [ rep 20 ] |
| 29 | 3 de marzo de 2015       | Campo de fútbol Pedro Escartín, España      | Nueva Zelanda       | 1:0  | 2:2       | Amistoso                    | [ rep 21 ] |
| 30 | 17 de junio de 2015      | Estadio TD Place, Canadá                    | Corea del Sur       | 0:1  | 2:1       | Mundial 2015                | [ rep 22 ] |
| 31 | 24 de enero de 2016      | Stadion Pod Malim Brdom, Montenegro         | Montenegro          | 0:2  | 0:7       | Clasificación Eurocopa 2017 | [ rep 23 ] |

## Vida personal
En junio de 2013, Vero Boquete se convirtió en la primera jugadora española en publicar su biografía. Titulada Vero Boquete, la princesa del deporte rey, fue escrita por David Menayo, escritor del Diario Marca.
En 2013, Boquete comenzó una petición en Change.org, en ella pedía a los productores de EA Sports que introdujeran jugadoras en la serie de videojuegos FIFA. La petición reunió más de 20 000 firmas en 24 horas y acabó con un total de 47 376. Finalmente la petición fue exitosa, en mayo de 2015, EA Sports anunció que el juego FIFA 16 incluiría 12 selecciones nacionales femeninas (Australia, Brasil, Canadá, China, España, Estados Unidos, Francia, Inglaterra, Italia, México y Suecia).
En enero de 2015, lanzó su propia marca de ropa al mercado.

### Comentarista en radio y televisión
En 2022, Boquete comentó para TVE, los partidos de España en la Eurocopa Femenina 2022, desde Londres, junto a Virginia Torrecilla.   Repitió con la misma cadena en el Mundial de Fútbol Femenino Australia 2023, y la Eurocopa 2024, en los que secundó al narrador Juan Carlos Rivero en los partidos de la selección española, en entre ellos la final. Un evento que se convirtió en la primera mujer española en comentar un torneo de fútbol masculino. 
En agosto de 2022 empezó a comentar partidos de Champions masculina en Radio Marca, con Felipe del Campo. Y desde su lugar de residencia, Florencia, también comenta La Liga española para Radio Nacional de España, LaLigaTV por M+ y Movistar. 

## Reconocimientos
En 2014 estuvo nominada al FIFA World Player/ Balòn de Oro (Mejor Jugadora Mundial) convirtiéndose en la primera española en lograr ese reconocimiento. Lo ganò finalmente Nadine Kesler . 
En 2015 recibió medalla de Bronce de la Real Orden del Mérito Deportivo, concedida por el Consejo Superior de Deportes junto a Mireia Belmonte, Ruth Beitia y  Alejandro Valverde 
En 2016 es nombrada Embajadora de la Liga Nacional de Fútbol Profesional  Es la primera embajadora todavía en activo. Se une al grupo de otros grandes como Fernando Sanz, David Albelda, César Sánchez, Kanouté, Karembeu, Kluivert, Luis Figo, Míchel Salgado, Fernando Morientes, Puyol, Roberto Carlos. La figura del embajador busca promocionar el fútbol español y los valores y principios del fútbol. 
En 2018 el Ayuntamiento de Santiago de Compostela cambió el nombre del Estadio Multiusos de San Lázaro, pasando a llamarse Estadio Municipal Verónica Boquete de San Lázaro.

## Palmarés

### Campeonatos nacionales
| Título           | Club              | País           | Año  |
| ---------------- | ----------------- | -------------- | ---- |
| Copa de la Reina | R. C. D. Espanyol | España         | 2009 |
| Copa de la Reina | R. C. D. Espanyol | España         | 2010 |
| W-League         | Buffalo Flash     | Estados Unidos | 2010 |
| Damallsvenskan   | Tyresö FF         | Suecia         | 2012 |

### Campeonatos internacionales
| Título                    | Club                      | Sede      | Año  |
| ------------------------- | ------------------------- | --------- | ---- |
| Campeonato Europeo sub-19 | Selección española sub-19 | Finlandia | 2004 |
| Liga de Campeones         | 1. FFC Frankfurt          | Berlín    | 2015 |
| Copa de Algarve           | Selección de España       | Portugal  | 2017 |

### Distinciones individuales
| Distinción                                                    | Año  | Ref.   |
| ------------------------------------------------------------- | ---- | ------ |
| Quinta en el Premio a la Mejor Jugadora de Europa de la UEFA. | 2013 | [ 52 ] |
| Quinta en el Premio a la Mejor Jugadora de Europa de la UEFA. | 2014 | [ 53 ] |
| Octava en el FIFA Balón de Oro con un 6,15 % de los votos.    | 2014 | [ 54 ] |
| Cuarta en el Premio a la Mejor Jugadora de Europa de la UEFA. | 2015 | [ 55 ] |

### Condecoraciones
| Distinción                                          | Año  | Ref.   |
| --------------------------------------------------- | ---- | ------ |
| Medalla Castelao                                    | 2015 | [ 56 ] |
| Medalla de bronce - Real Orden del Mérito Deportivo | 2015 | [ 57 ] |